# Cerro El Amparo
El Cerro El Amparo es una formación de montaña ubicada en el extremo norte del Municipio Bejuma (Carabobo), Venezuela. A una altitud de 1.581 m s. n. m. el Cerro El Amparo es una de las montañas más altas en Carabobo. Constituye parte del límite norte del municipio Bejuma con el vecino Municipio Mora.

## Ubicación
El Cerro El Amparo se encuentra al oeste de Naguanagua. Al norte se continúa con la Cumbre Pica de los Silva hasta llegar al Mar Caribe por la bahía de Morón al oeste de Puerto Cabello.